# Burgay
El río Burgay (en quechua: Burgay mayu) es una corriente de agua ecuatoriana localizada en la provincia del Cañar, cuyos principales núcleos de población se concentran en las ciudades de Azogues y Biblián. con una superficie de 447 km². Su cuenca se caracteriza por tener un relieve montañoso, con un rango altitudinal que va desde 2300 hasta 4200 m s. n. m., y una pendiente media de 15,4%. Los principales núcleos de población se concentran en las ciudades de Azogues y Biblián.

## Ubicación
La cuenca se caracteriza por ser de relieve montañoso, con alturas que van desde los 2.300 hasta los 4.200 m s. n. m., y una altitud media de ; la pendiente media de la subcuenca es de 15.4%.

## Ecosistema
La vegetación dominante corresponde a vegetación leñosa (23,9%), la cual se encuentra principalmente en la parte media de la cuenca; en la parte alta se tiene pastos (19,5%) y vegetación de páramo (13,9%); y en la parte baja de la cuenca se tiene predominio de eucalipto (17%) y matorral intervenido (17%).
La cantidad de quebradas que son afluentes del río Burgay es de 33 de tipo perenne y estacionales; casi todas presentan problemas por canalización en tramos, falta de vegetación y acumulación de desechos.